# NGC 1517
NGC 1517 è una galassia a spirale situata nella costellazione del Toro, a una distanza di circa 162 milioni di anni luce dalla nostra Via Lattea.

## Scoperta
La galassia è stata scoperta il 23 dicembre 1884 dall'astronomo francese Édouard Stephan.

## Descrizione
NGC 1517 ha una classe di luminosità III-IV e presenta una larga riga a 21 cm dell'idrogeno neutro.